# Feel So Good (B.A.P의 노래)
《Feel So Good》는 B.A.P의 다섯 번째 미니 음반의 타이틀 곡이다. 2016년 2월 22일에 발표하였다.

## 차트
| 차트                                          | 최고순위 |
| --------------------------------------------- | -------- |
| 가온 주간 디지털 차트                         | 51       |
| 가온 주간 다운로드 차트                       | 27       |
| 가온 주간 모바일 차트 (벨소리)                | 28       |
| 음악 프로그램                                 | 순위     |
| THE SHOW: All About K-POP 시즌 4 더 쇼 초이스 | 1        |

## 참조
1. ↑  “2016년 09주차 가온 디지털 주간 차트”. 가온 차트. 2016년 2월 27일.
2. ↑  “2016년 09주차 가온 다운로드 주간 차트”. 가온 차트. 2016년 2월 27일.
3. ↑  “2016년 09주차 가온 모바일 주간 차트”. 가온 차트. 2016년 2월 27일.